# Venus (яхта)
Venus (англ. Венера) — суперъяхта, оформленная компанией Филиппа Старка Ubik и изготовленная компанией Feadship для бизнесмена Стива Джобса. Несмотря на то, что Джобс скончался в октябре 2011 года, яхта была закончена годом позже, всего на её создание было затрачено более €100 млн.

## История
Venus была спущена на воду 28 октября 2012 года на судоверфи Feadship в Алсмере, Нидерланды. Яхта названа в честь древнеримской богини любви.
21 декабря 2012 года яхта была задержана в Амстердамском порту по причине возникшего спора о платежах. Дизайнер, Филипп Старк, заявил, что наследники Джобса должны ему €3 млн из его €9-миллионного гонорара, причитающегося Старку за создание проекта.
Яхта была освобождена из Амстердамского дока 24 декабря 2012 года после оплаты последних счетов Стива Джобса.